# Рошпох (Кунгота)
Рошпох (словен. Rošpoh) — поселення в общині Кунгота, Подравський регіон‎, Словенія.